# شایلو (شهرستان مارنگو، آلاباما)
شایلو (به انگلیسی: Shiloh) یک منطقهٔ مسکونی در ایالات متحده آمریکا است که در شهرستان مرنگو، آلاباما واقع شده‌است. شایلو ۱۲۳٫۱۴ متر بالاتر از سطح دریا واقع شده‌است.